# Richard Goldner
Richard Goldner (* 23. Juni 1908 in Krajowa; † 27. September 1991 in Sydney) war ein in Rumänien geborener, zunächst österreichischer, schließlich australischer Bratschist, Musikpädagoge, Erfinder und Gründer von Musica Viva Australia.
In Rumänien geboren, übersiedelte Richard Goldner während seines ersten Lebensjahres mit seinen Eltern nach Wien. Er erhielt bereits ab fünf Jahren Musikunterricht, studierte nach dem Gymnasium zunächst aber Architektur. Doch schon bald nahm er nebenbei Unterricht am Neuen Wiener Konservatorium bei Emanuel Scharfberg (Geige) und Simon Pullman (Bratsche sowie Kammermusik) und gab das Architekturstudium auf. Zu Simon Pullman, der seine musikalische Entwicklung entscheidend prägte, entwickelte er eine enge Freundschaft.
In den 1930er Jahren spielte Goldner in diversen Ensembles, so unter anderen im Wiener Kammerorchester, im Wiener Konzertorchester, im Pullman-Orchester und zuletzt auch in Hermann Scherchens Musica Viva Orchester.
Nach dem „Anschluss“ Österreichs im März 1938 sah er sich als Jude zur Emigration gezwungen und fand in Australien ein Aufnahmeland.  In Sydney gelang es Goldner aber zunächst nicht, als Musiker sein Leben zu fristen. Erfolg hatte er aber – gemeinsam mit seinem Bruder – in der Fertigung von Lederaccessoires und Modeschmuck. Die Erfindung und Produktion eines speziellen Reißverschlusses für Armeezwecke nach dem Kriegseintritt Australiens sicherte schließlich seine weiteren musikalischen Unternehmungen.
Als Richard Goldner nämlich vom Tod seines ehemaligen Lehrers und Freundes Simon Pullman im KZ Treblinka erfuhr, gründete er 1945 diesem zu Ehren ein Kammermusik-Ensemble. In dessen Namen, Richard Goldner’s Sydney Musica Viva, fand sich auch noch eine Reverenz an Hermann Scherchens Wiener Orchester.
Mit einem kleineren Ensemble, dem Sydney Musica Viva String Quartet, unternahm Goldner ab 1947 Tourneen durch Australien, Tasmanien und Neuseeland und gründete zu dessen Management eine eigene Gesellschaft.
1950 zog er sich aus dem Streichquartett zurück, dessen Auflösung erfolgte schließlich 1951. Doch wenige Jahre später fand die Musica Viva Gesellschaft ihr Revival und entwickelte sich in Folge zu einem großen Veranstalternetzwerk für Kammermusik-Konzerte mit prägendem Einfluss auf das Musikgeschehen in Australien. Goldner selbst betätigte sich anfänglich unter anderem als Initiator und Organisator von Musikfestivals, wandte sich aber ab Anfang der 1960er Jahre der Lehrtätigkeit zu.
Zunächst wurde er als Lehrer für Geige und Bratsche an das New South Wales State Conservatorium in Sydney berufen. 1966 übersiedelte er dann zusammen mit Charmian Gadd, einer ehemaligen Schülerin, die er 1970 heiratete, in die USA. Hier ließen sich beide in Pittsburgh nieder und nahmen Lehrtätigkeiten an der Duquesne School of Music an. Nach weiteren Unterrichtsjahren an der Western Washington University (ab 1978) kehrte Goldner 1981 schließlich wieder nach Sydney zurück.
Die letzten Lebensjahre widmete er sich neben privatem Musikunterricht weiter seinem Hobby als Erfinder und arbeitete an einem Buch über Lehrmethoden für Streichinstrumente ebenso, wie an seiner (unveröffentlichten) Autobiographie. Richard Goldner starb 1991 im Alter von 83 Jahren als anerkannter Pionier, der Kammermusik im öffentlichen Konzertsektor in Australien entscheidend zur Geltung verholfen hat.

## Auszeichnungen
- Österreichische Ehrenkreuz für Wissenschaft und Kunst I. Klasse (1970)